# Alberto Braglia

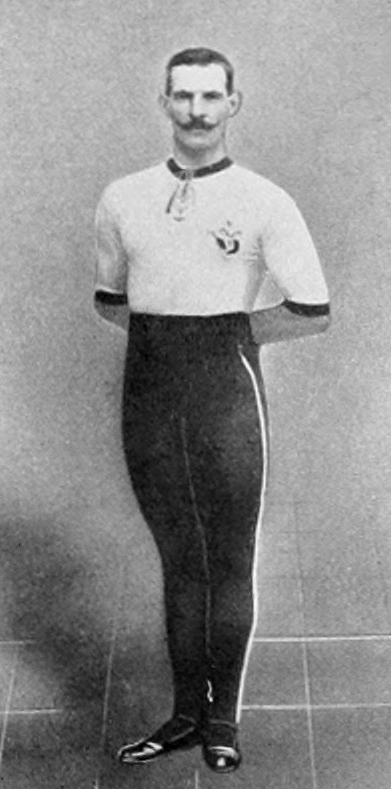

Alberto Braglia (né le 23 mars 1883 à Campogalliano et mort le 5 février 1954) est un gymnaste italien. Triple champion olympique, une fois en Jeux olympiques de 1908 et deux fois en Jeux olympiques de 1912, il devient acrobate de cirque après la fin de sa carrière sportive.

## Biographie
Né le 23 mars 1883 à Campogalliano, le gymnaste italien Alberto Braglia s'entraîne seul dans une grange jusqu'à l'âge de 12 ans. Boulanger entre deux entraînements, il fait état de ses talents lors des Jeux intercalaires de 1906, ce qui lui vaut deux médailles d'argent. Même si ces médailles ne sont pas reconnues, elles lui permettent d'obtenir un emploi dans une usine de tabac. 
Deux années plus tard, il remporte aux Jeux olympiques de Londresla médaille d'or du concours général individuel. Vainqueur de toutes les disciplines sur lesquelles il se présente, il réalise un exercice parfait sur le cheval d'arçon. Après ces Jeux, il doit faire l'« homme-torpille » pour gagner sa vie. Cette période de sa vie est d'autant plus difficile qu'il perd son fils âgé de quatre ans. Il fait alors une dépression nerveuse et est exclu de la Fédération italienne de gymnastique, ses spectacles font de lui un professionnel. En plus, il se blesse gravement lors d'une prestation au printemps 1910.
En 1912, Braglia retrouve son statut d'amateur pour les Jeux olympiques de 1912. Porte-drapeau de sa délégation, il est le premier porte-drapeau olympique italien connu, celui des Jeux intercalaires de 1906 étant resté incertain et celui de 1908 ne faisant pas partie de la sélection. Il fait honneur à son drapeau en remportant deux nouvelles médailles d'or, conservant son titre dans la compétition individuelle et contribuant au succès italien dans la compétition par équipes,. Après les Jeux, il rejoint les gens du cirque en tant qu'acrobate,. En 1932, Braglia devient l'entraîneur de l'équipe italienne de gymnastique qu'il mène à la victoire à Los Angeles aux Jeux olympiques de 1932,.

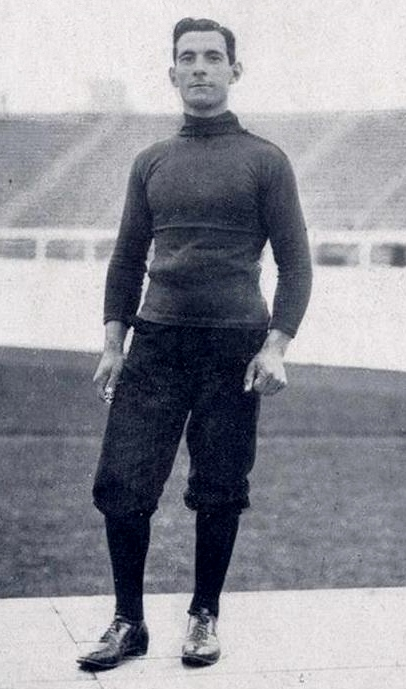

En 1957, le stade de football de Modène est renommé Alberto-Braglia pour lui rendre hommage.

## Hommage
Le 7 mai 2015, en présence du président du Comité national olympique italien (CONI), Giovanni Malagò, a été inauguré  le Walk of Fame du sport italien dans le parc olympique du Foro Italico de Rome, le long de Viale delle Olimpiadi. 100 tuiles rapportent chronologiquement les noms des athlètes les plus représentatifs de l'histoire du sport italien. Sur chaque tuile figure le nom du sportif, le sport dans lequel il s'est distingué et le symbole du CONI. L'une de ces tuiles lui est dédiée .

## Palmarès
Jeux olympiques
- Londres 1908
  -  médaille d'or au concours général individuel

- Stockholm 1912
  -  médaille d'or par équipes
  -  médaille d'or au concours général individuel

Jeux intercalés de 1906
- Athènes 1906
  -  médaille d'argent au concours général individuel sur 6 épreuves
  -  médaille d'argent au concours général individuel sur 5 épreuves